# 陳漢強
陳漢強（1937年7月3日—），中華民國（台灣）政治人物，曾經代表新黨任職立法委員。

## 外部連結
- 立法院 （页面存档备份，存于）

| 前任： 顏秉璵 | 臺灣省立新竹師範學院校長 1991.02～1991.07 | 继任： 改制成國立新竹師範學院 |

| 前任： 原臺灣省立新竹師範學院改制 | 國立新竹師範學院校長 1991.07～1996.02 | 继任： 黃讚坤 （代理） |